# イクスピアリ

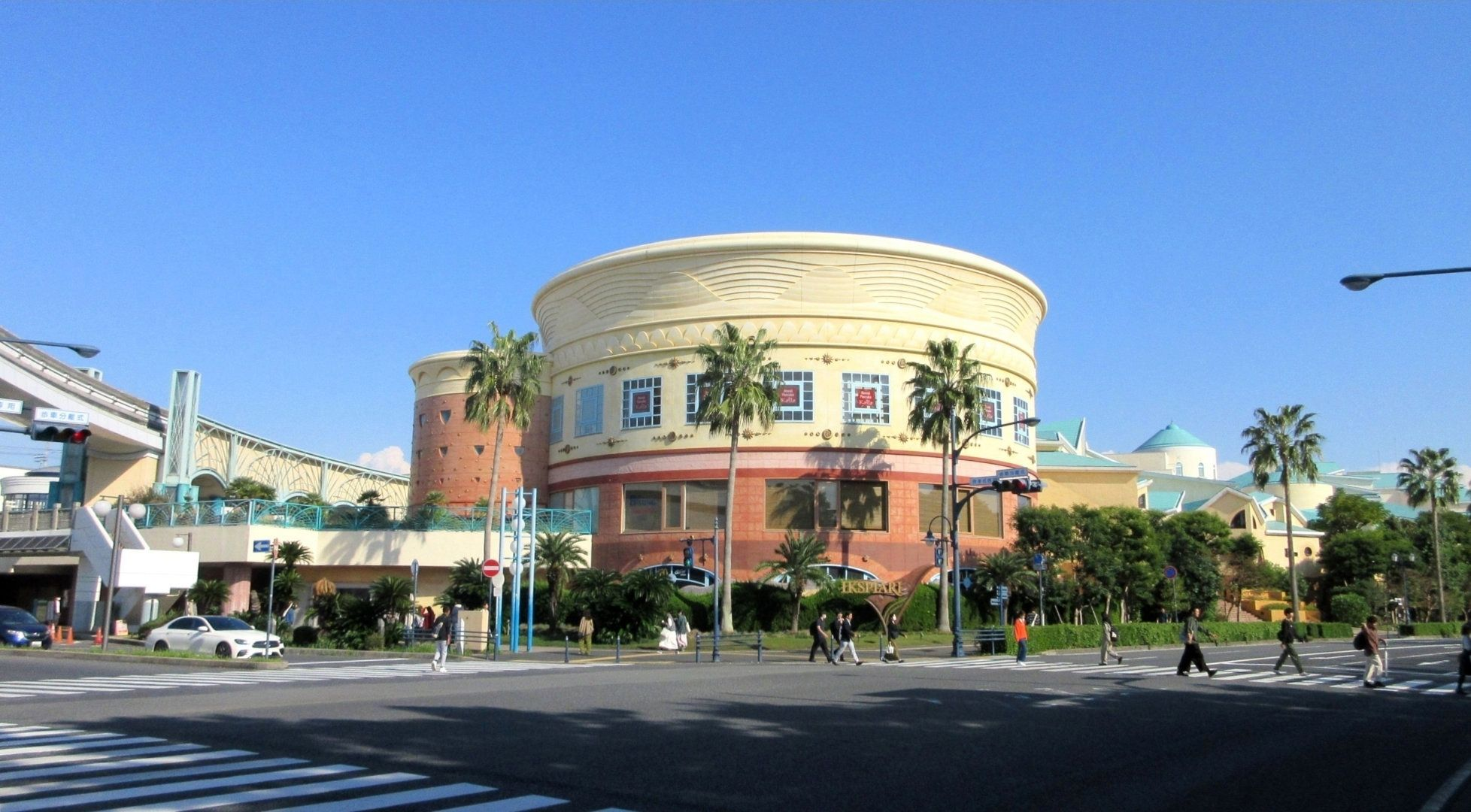
イクスピアリ（浦安市道幹線7号より撮影）

イクスピアリ (IKSPIARI) は、千葉県浦安市舞浜の東京ディズニーリゾート (TDR) 内にあるショッピングモール。2000年（平成12年）7月開業。TDRの正式な構成施設のひとつであるが、ディズニーのライセンスによるディズニーブランドではなく、オリエンタルランド (OLC) が独自に企画・所有し、同社子会社の株式会社イクスピアリが経営・運営する。
キャッチフレーズは「物語とエンターテインメントにあふれる街」。

## 概要
計画当初ディズニー側は、この施設についてもディズニーブランド（ダウンタウン・ディズニーやディズニー・ヴィレッジ、ディズニータウン等）での開発を希望していたが、OLCの方針によりディズニーブランドを使用しない施設としての運営をディズニーも了承した。このため、イクスピアリ内には原則としてディズニーのキャラクターは登場せず、キャスト（従業員）はディズニー関連のキャラクターグッズ・アクセサリーを身につけることが禁止されているなど「非ディズニーエリア」である。ただし、ディズニーストア東京ディズニーリゾート店、シネマイクスピアリはその限りでない。それでもTDRの正式な構成施設である。
イクスピアリという言葉は、体験を意味する英語Experienceと、ペルシア神話に登場する優しく善なる妖精ピアリ (Peri) から作られた造語である。
毎年元日深夜0時に、「日本で一番早い」と称する福袋を販売する。
地ビール「ハーヴェスト・ムーン」（中秋の名月の意）を醸造、販売している。

## 施設営業時間
施設全体の営業時間は10時から23時までであるが、店舗ごとに営業時間は異なり、東京ディズニーリゾート・チケットセンターなど営業時間前より運営している施設や、シネマイクスピアリなど営業終了後も運営している施設がある。
東日本大震災の影響で2011年3月11日 - 同年4月22日までは全館休業や短縮営業を行っていた。
新型コロナウイルスの影響により2020年2月29日より休業。舞浜マーメイド歯科は同年3月16日から診療再開、成城石井、MEDI+PLUSは同年4月13日より営業再開した。一部休業店舗があるものの同年6月1日より営業時間を短縮し全館再開となった。2022年10月現在の営業時間は、10時から22時30分までである。

## テーマゾーン
施設内はそれぞれのテーマに合わせた以下の9つのゾーンに分かれる。
- ザ・コートヤード、ガーデン・サイト（1階）
- トレイダーズ・パッセージ、ミュージアム・レーン、トレイル＆トラック、シアター・フロント、B'ウェイ（2階）
- グレイシャス・スクエア（3階）
- シェフス・ロウ（4階）

## 構成施設・店舗
マミールーム （授乳室）
ザ・コートヤード（1階） - 女性専用
ガーデン・サイト（1階） - 男性も入室可だが、授乳スペースは女性専用
インフォメーションカウンター
ガーデン・サイト（1階）
トレイダーズ・パッセージ（2階）
グレイシャス・スクエア（3階）
ディズニーリゾートライン・リゾートゲートウェイ・ステーション改札
トレイダーズ・パッセージ（2階） - 2018年5月29日より利用不可となった。
グレイシャス・スクエア（3階） - 出口専用
シネマイクスピアリ （大型映画館）
ラジオ放送スタジオ『STUDIO IKSPIARI』（2階チケット売り場前）
店内の施設紹介

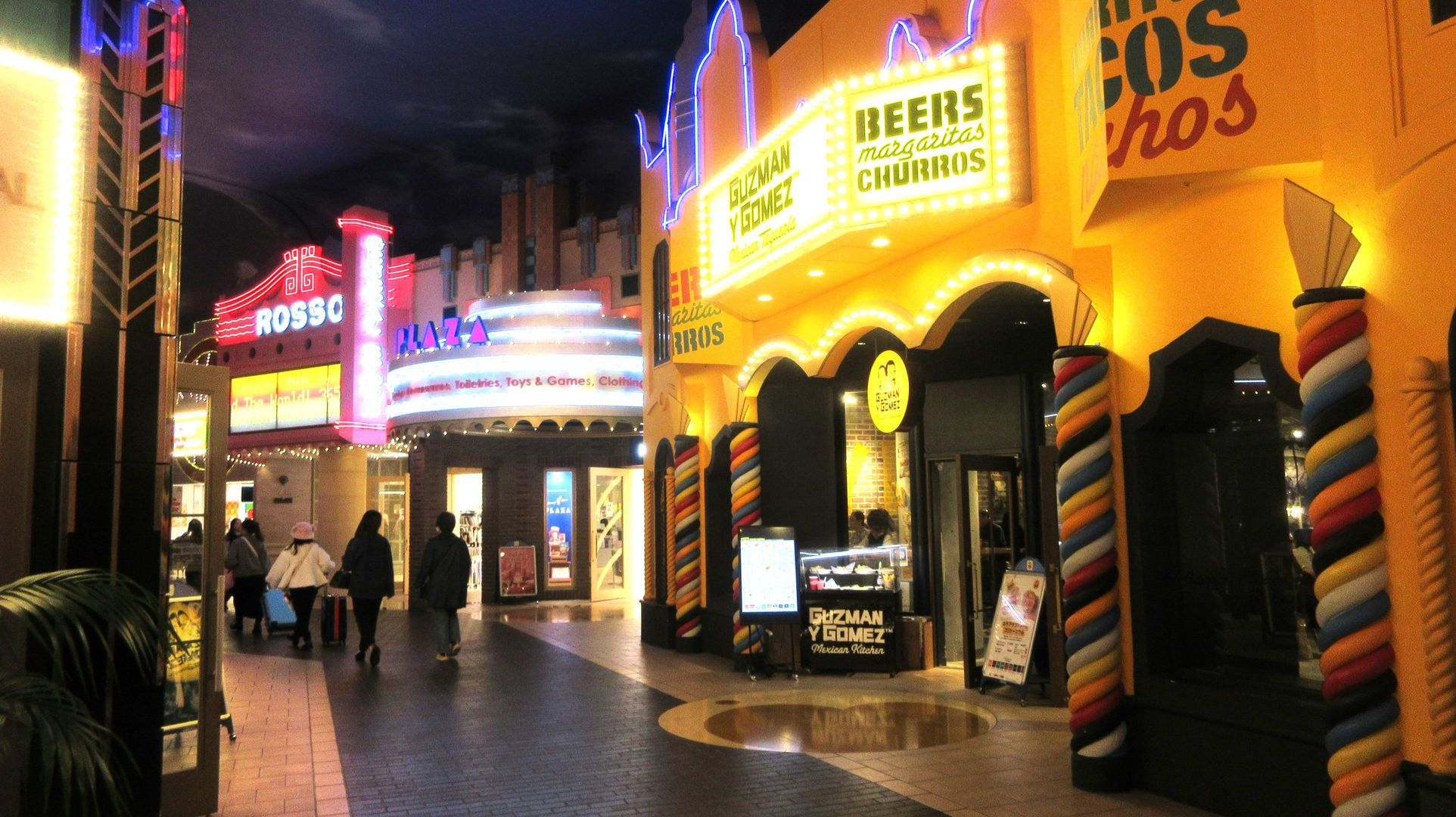
シアターフロント 01
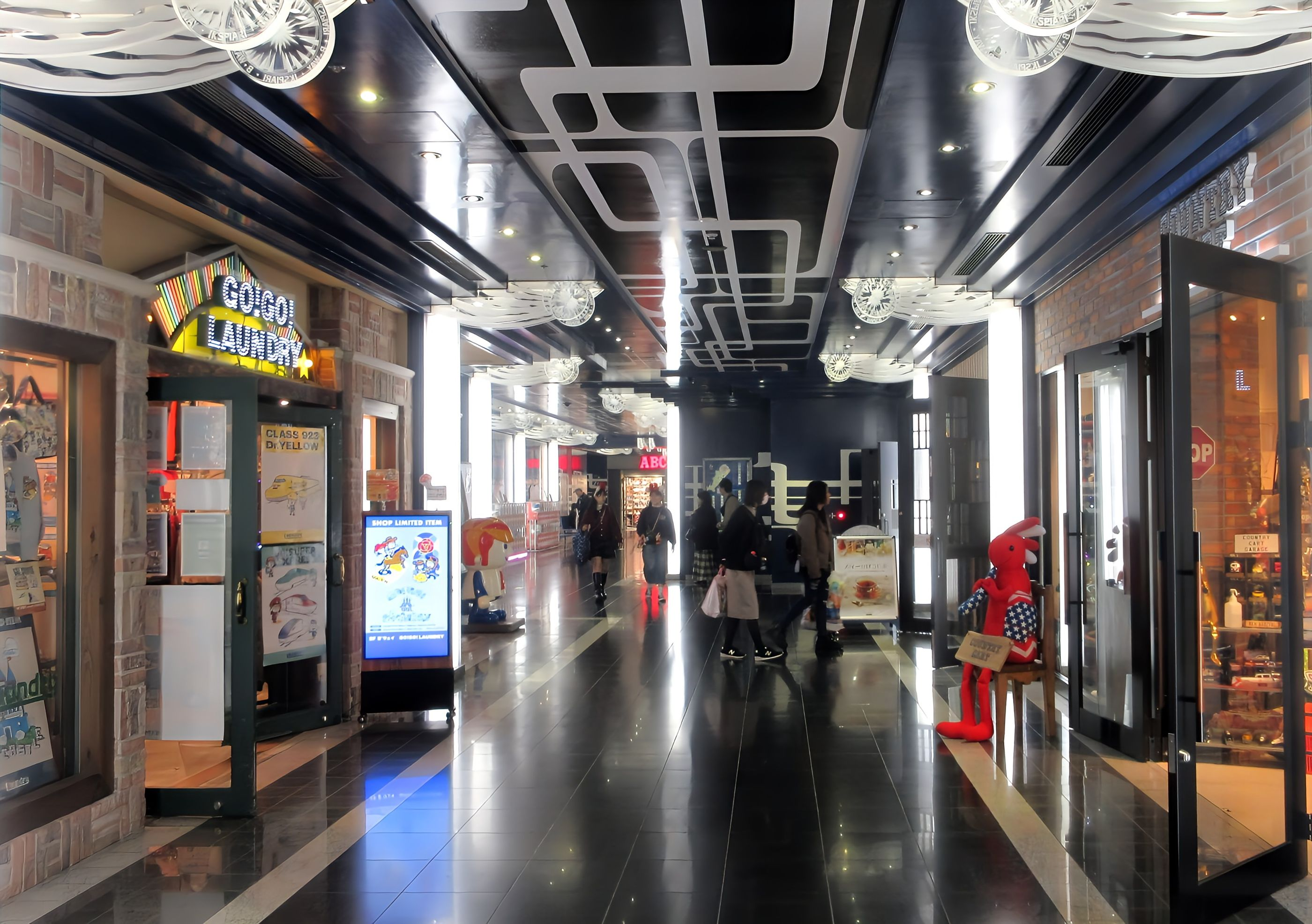
シアターフロント 02
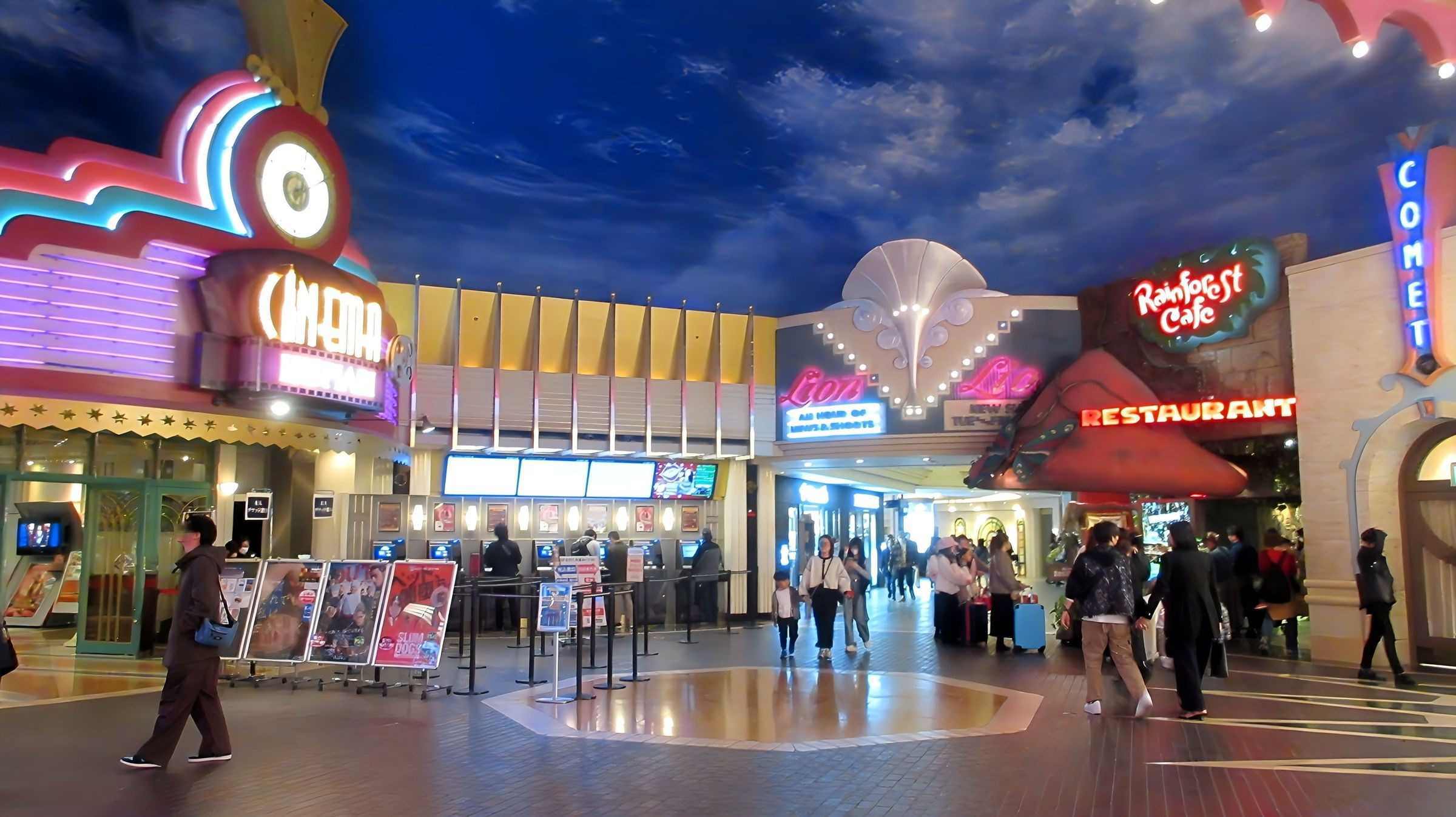
シアター入口前
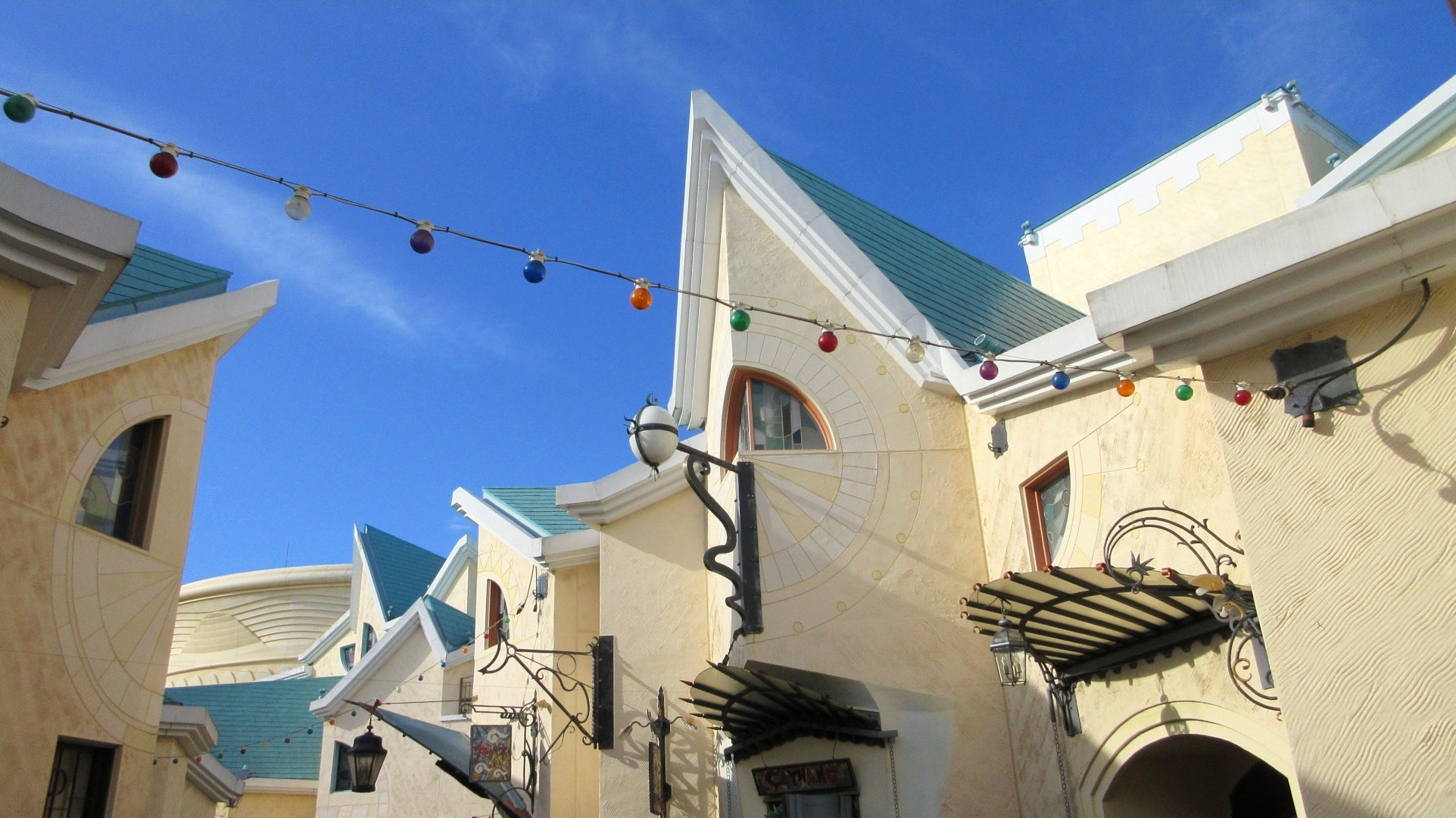
イタリア風デザインの街並み
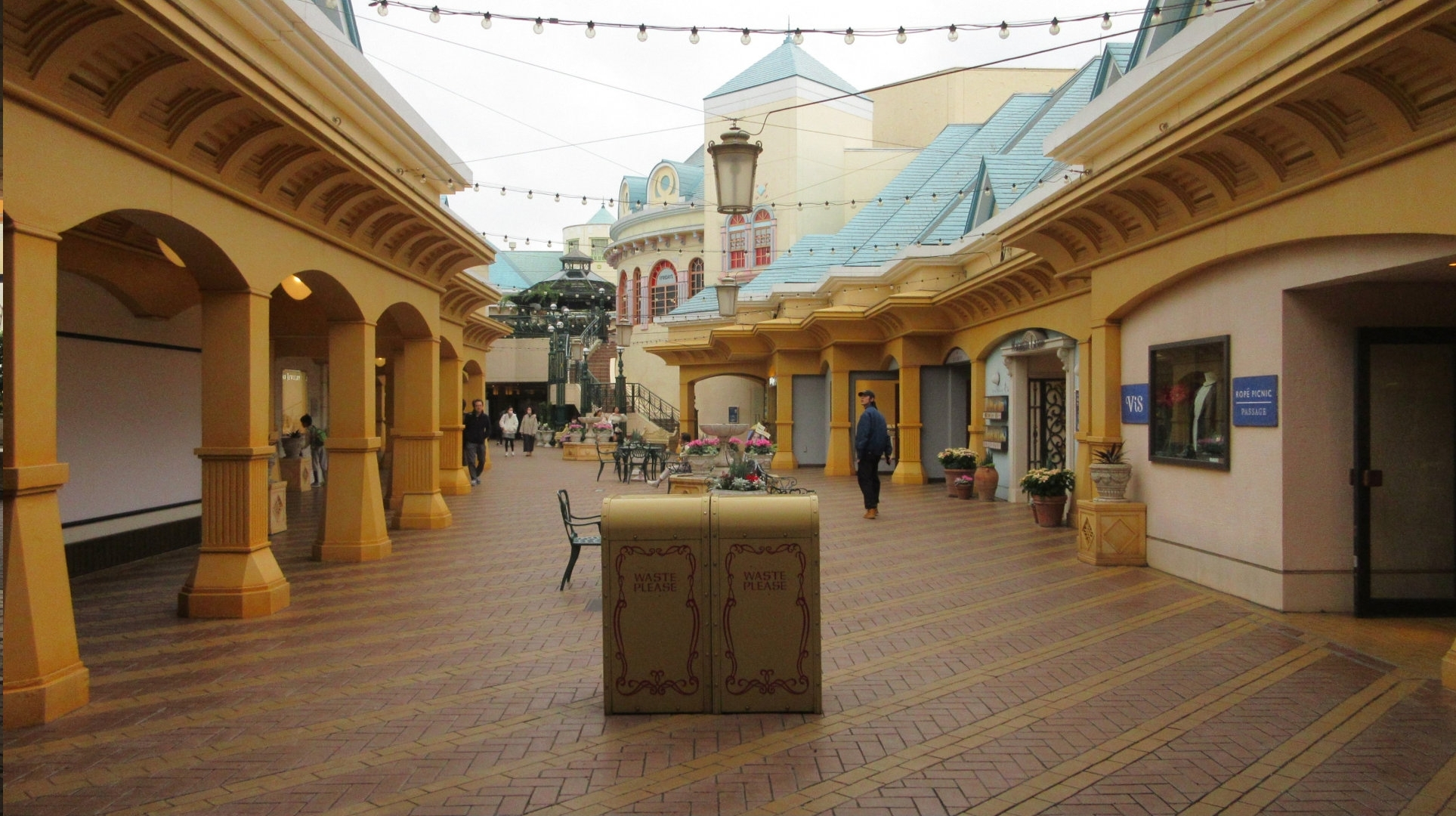
3F Gracious Square
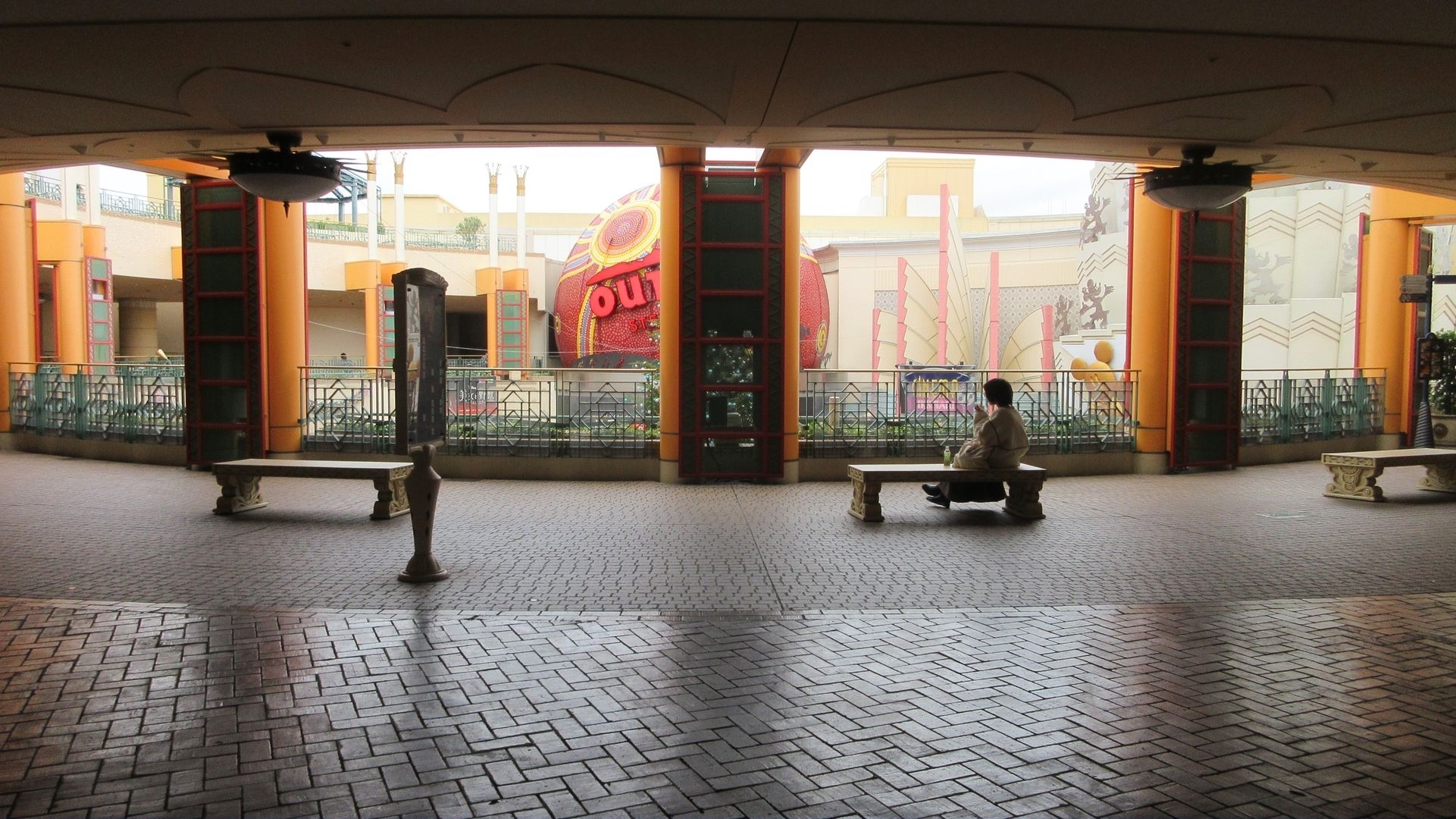
3F回廊より

## 歴史
- 2000年（平成12年）7月7日 - 複合商業施設「イクスピアリ」がオープン。
- 2005年（平成17年）9月1日 - 園内にあったシネマコンプレックス「AMCイクスピアリ16」が、アメリカAMCエンターテインメント・インターナショナルからオリエンタルランドに10億円で営業譲渡される。株式会社イクスピアリの委託運営になり、後に「シネマイクスピアリ」に改称[11]。
- 2009年（平成21年）3月30日 - Star Navigation Box（12星座メールボックス）の郵便物の受付と、投函された郵便物への12星座スタンプ押印サービスを終了。
- 2009年（平成21年）4月25日 - 「ニンテンドーDS」シリーズ本体を施設案内に利用できるソフト『イクスピアリ・ニンテンドーDSガイド』の配信を開始[12][13]（2010年1月11日終了）。
- 2009年（平成21年）6月26日 - IKSPIARI THE SALE期間中（2009年6月26日〜7月20日）、館内BGMがavex所属アーティストの楽曲に変更。
- 2014年（平成26年）春から秋 - 開業以来最大のリニューアル工事を実施[14]。
- 2020年（令和2年）2月29日 - 新型コロナウイルスの影響により東京ディズニーランド、東京ディズニーシーの休園とともに休館[4]。
- 2020年（令和2年）6月1日 - 時間短縮の上で営業を再開[7]。

## スタジオイクスピアリ
イクスピアリには、ラジオのサテライトスタジオ「スタジオイクスピアリ」がある。主にbayfmが使用していたが、別の用途に使用されたこともあった。2019年3月をもって閉鎖していて、イクスピアリのサイトのガイドマップからも削除されている。

### 過去に使用していた番組
- KEIYOGINKO POWER COUNTDOWN JAPAN HOT 30（2000年～2017年3月25日までの土曜日午後15:00 - 17:50）
  - GRAND COUNTDOWN HOT HOT 100（2000年 - 2011年度までの12月31日）※COUNTDOWN RADIOを含め
- KEIYOGINKO POWER COUNTDOWN REAL（毎週土曜日15:00 - 17:50）パーソナリティは小島嵩弘と麻生夏子。

## 事件・事故
2008年
- 11月2日から同月10日の間に直営レストラン『ロティズ・ハウス』にて販売した『鴨肉のロティサリー オレンジのビネグレット』に賞味期限の切れた鴨肉を使用し、それを食べた男性が腹痛を起こした。

2009年
- プラネット・ハリウッドを経営するプラネット・ハリウッド・ジャパンとウォルト・ディズニー・カンパニーとの間で賃料の支払いに関して係争が行われる。4月7日、東京地方裁判所は、プラネット・ハリウッド・ジャパンの請求を退け、施設の明け渡しと未払い分の賃料約4億4,700万円の支払いを命じることになり、これを受け、プラネットハリウッド東京は、4月13日で閉店となった。
- イクスピアリで2007年に行われたイベント「アロハ・フロム・ハワイ2007」のポスター代などのイベント費用、約1,340万円を水増し請求して現金をだまし取ったとして、千葉県警浦安署は2009年5月12日に詐欺の疑いで、イベント企画会社役員2名と契約社員1名を逮捕した。

2011年
- 3月12日、前日に起きた東北地方太平洋沖地震の影響により同年3月27日まで全面臨時休業した。28日から短縮営業を行い、同年4月22日に完全営業を再開した。